# Inositol trisphosphate
L’inositol trisphosphate, souvent appelé trisphosphoinositol et abrégé InsP3 ou IP3, est, avec les diacylglycérols (DAG), un messager secondaire de la transduction de signal et de la signalisation lipidique des cellules vivantes. Alors que le DAG, de nature aliphatique, demeure inclus dans la membrane cellulaire, l'IP3 est soluble et peut diffuser dans les cellules.
L'IP3 résulte de l'hydrolyse du phosphatidylinositol-4,5-bisphosphate (PIP2), un phospholipide de la membrane plasmique, par la phospholipase C (PLC). Il est dissous dans le cytosol et diffuse jusqu'à atteindre des récepteurs de l'IP3, sur lesquels il agit pour accroître la concentration intracellulaire en cations Ca2+.